# Csatorna-alagút
A Csatorna-alagút (angolul Channel Tunnel) vagy Csalagút (Chunnel) egy 50,5 km hosszú vasúti alagút a La Manche csatorna alatt a Doveri-szorosnál, amely az angliai Dover melletti Folkestone-t (é. sz. 51° 05′ 49″, k. h. 1° 09′ 21″51.096944°N 1.155833°E) köti össze a franciaországi Calais közelében fekvő Coquelles városával (é. sz. 50° 55′ 22″, k. h. 1° 46′ 50″50.922778°N 1.780556°E).
Az építése 1988-ban kezdődött, a hatalmas projekt többször megakadt, végül 1994-ben sikerült befejezni az alagutat. Ez a világ harmadik leghosszabb alagútja, csak a Japánban található Szeikan-alagút és a svájci Gotthárd-bázisalagút hosszabb. Ugyanakkor a Csatorna-alagút a világ leghosszabb tenger alatti alagútja a maga 37,9 km-ével.
Az alagutat az Eurotunnel cég üzemelteti. Az American Society of Civil Engineers kijelentette, hogy az alagút egyike a modern világ hét csodájának.

## Előzmények
A franciák a napóleoni háborúk idején, 1802-ben kezdtek az alagútépítés lehetőségével foglalkozni. A francia hadsereg száraz lábbal szeretett volna átkelni az angol flotta által lezárt La Manche csatorna alatt. A 19. században több javaslat született az állandó kapcsolat létesítésére. 1880-ban Frederick Beaumont ezredes vezetésével a La Manche csatorna mindkét oldaláról megkezdődött az alagútépítés. Az angol oldalon a Thomas English tervezte alagútfúró géppel (!) már elkészült 2 km alagút, amikor 1883-ban a brit hadsereg vezetése – egy lehetséges inváziótól való félelmében – leállíttatta a Beaumont alagút építését. 1922-ben 128 méter feltáró alagutat fúrtak a Whitaker által épített géppel Dovernél. 1975-ben egy modern Priestley alagútfúró pajzzsal próbaképpen megépült 250 méter alagút a mai szervizalagút nyomvonalában. A sikeres alagútfúrás ellenére a munkát gazdasági nehézségek miatt abbahagyták.

## A kezdetek

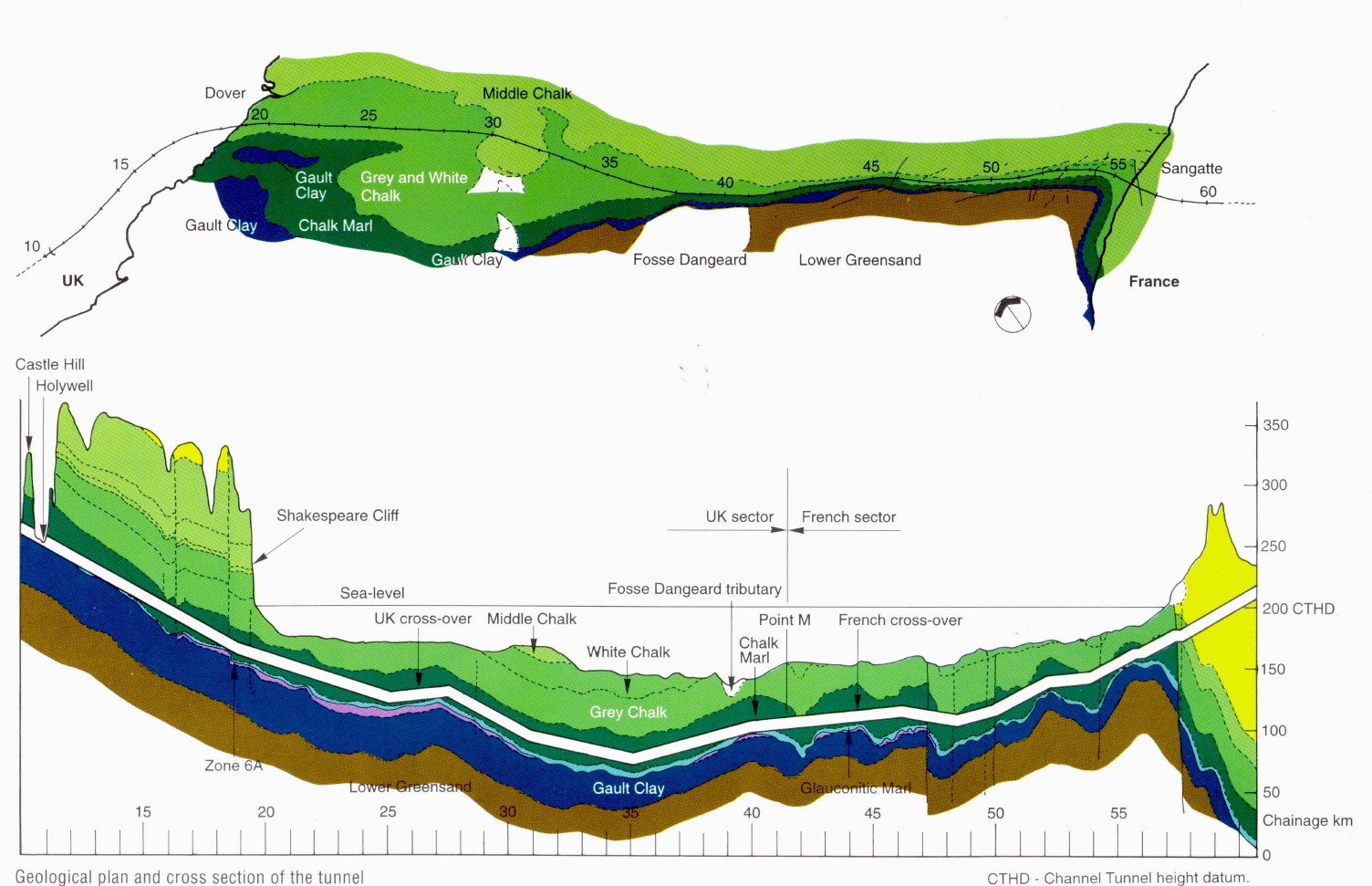
A Csatorna-alagút vonalvezetése

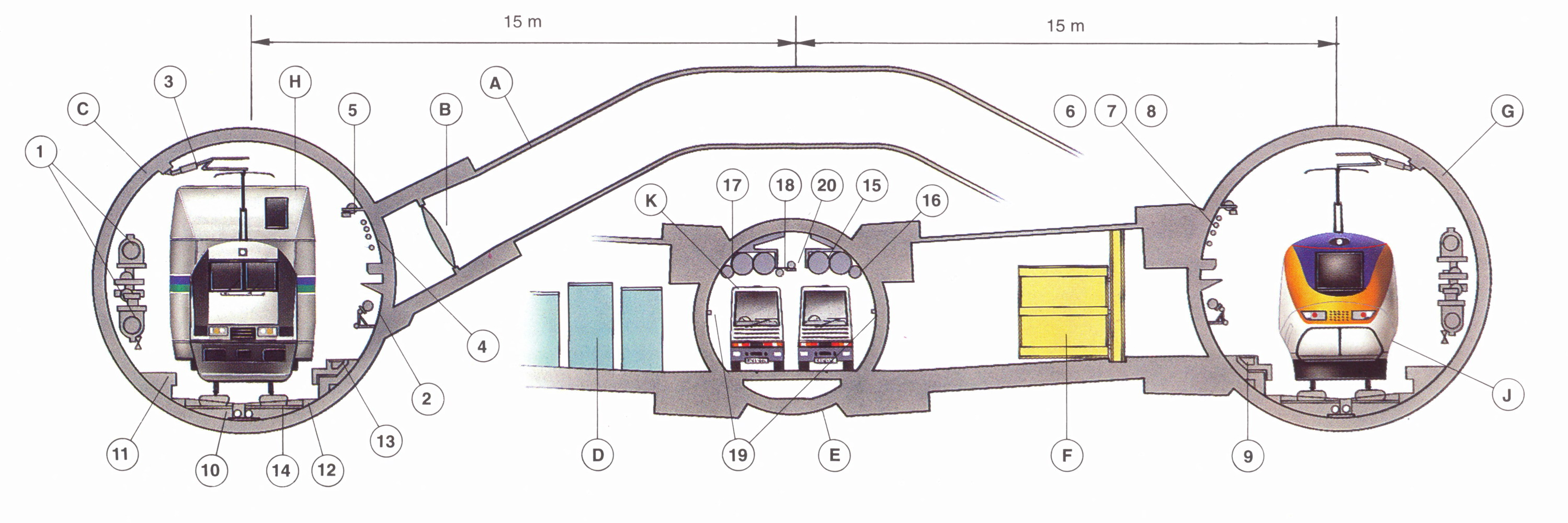
A Csatorna-alagút metszete

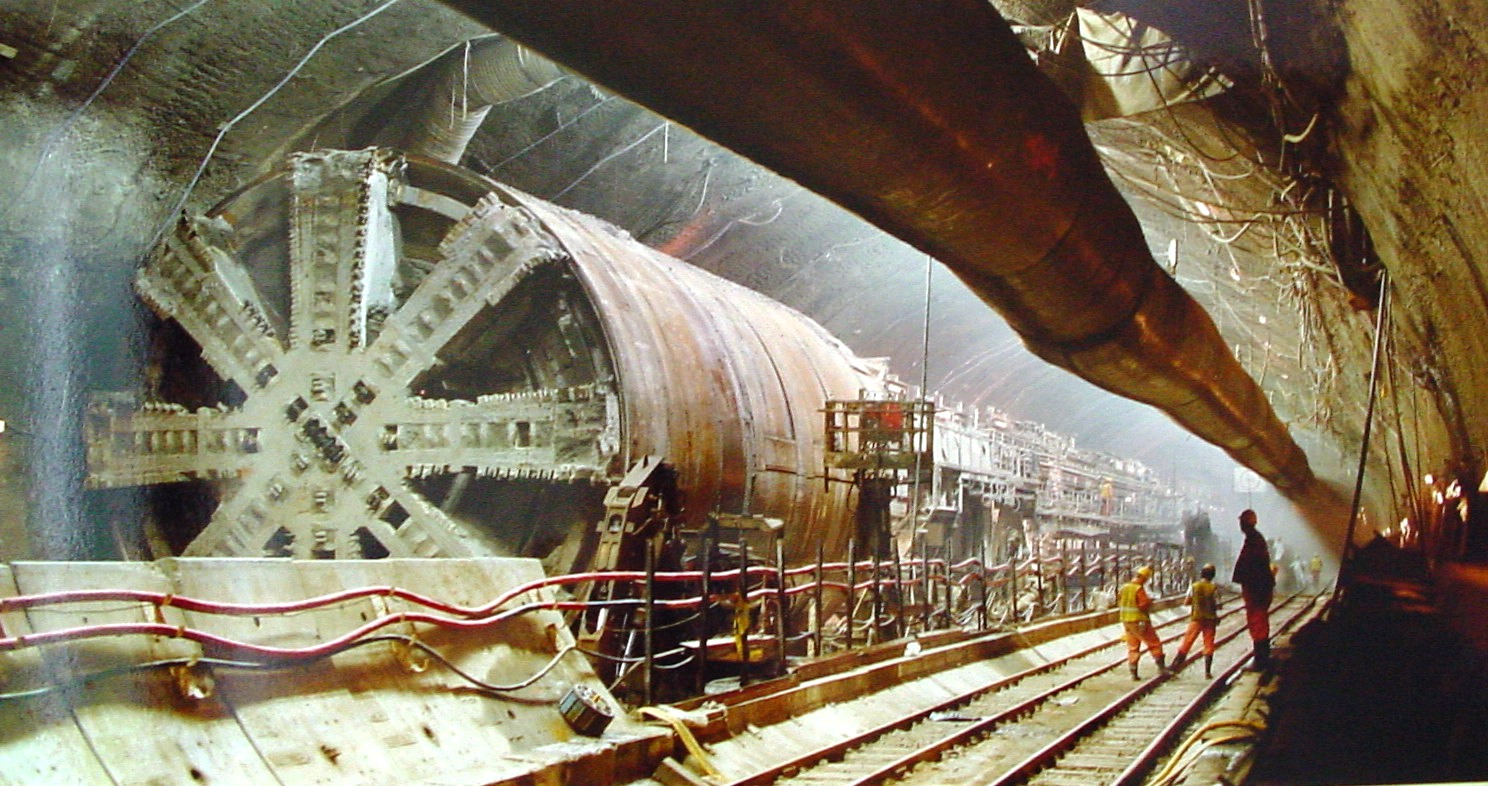
A déli pajzs a keresztezőkamrában

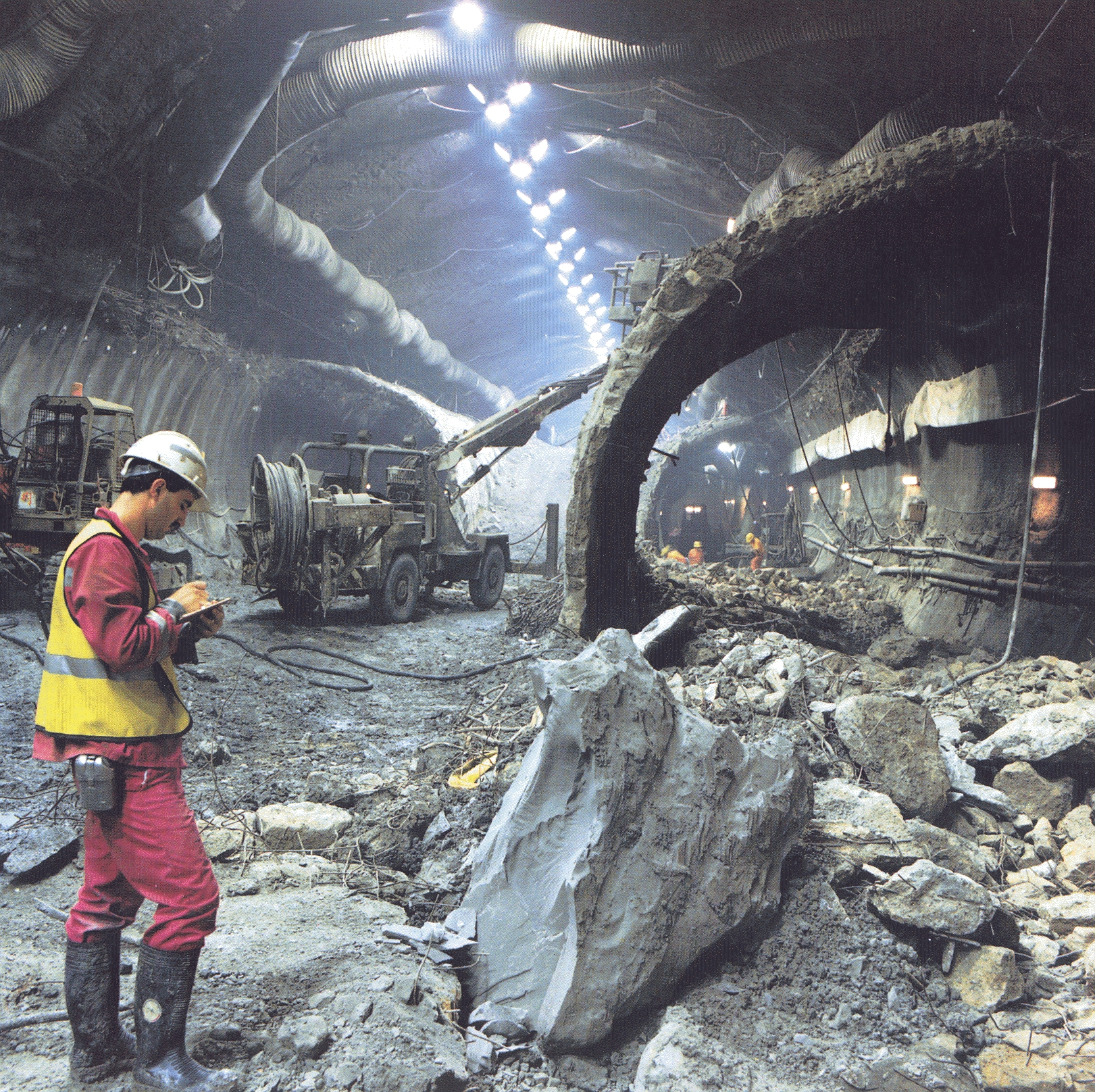
Munkaterület

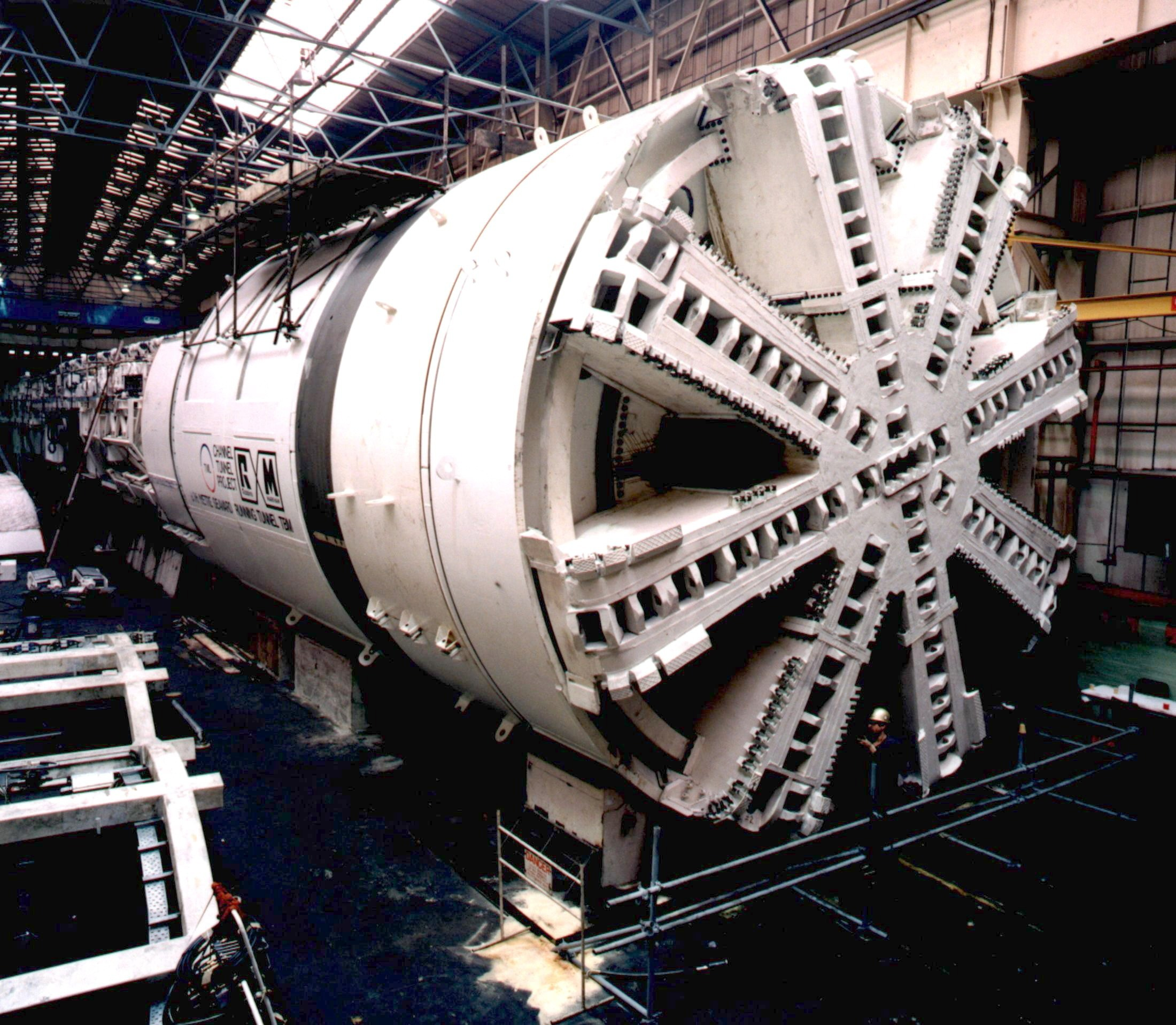
Robbins-Markham fúrópajzs

A nyolcvanas években mind a brit, mind a francia oldalon összejött a politikai akarat. Magánbefektetők hajlandónak mutatkoztak az akkor 6 milliárd fontra becsült költségeket fedezni. Több terv is született a két földrész kapcsolatára, ezek közt nem csak alagút, hanem híd, illetve kombinált híd és alagút-összeköttetés is akadt, több tervben pedig közúti, illetve vegyes közút/vasút forgalom is szerepelt. A híd túl költséges megoldás lett volna, a közúti változatoknál pedig a kipufogógáz elvezetéséhez szükséges infrastruktúra kiépítésére lett volna szükség kürtők formájában, melyek mesterséges szigetként a ködös csatornán balesetveszélyesek lettek volna. Ezek után maradt a vasúti alagút terve, ahol a vasúton közúti gépjárművek is szállíthatóak.
Margaret Thatcher akkori brit miniszterelnök és François Mitterrand akkori francia államfő 1986-ban írták alá a canterburyi egyezményt, ami lehetővé tette az építést. Ugyanakkor 55 éves koncessziós szerződést kötöttek egy brit és egy francia csoporttal. Ezekből alakult az Eurotunnel, az alagút üzemeltetője, és a TML (Transmanche-Link), a rendszer építője. A TML kapta a tervezésre, kivitelezésre, valamint gépészeti és elektromos berendezések, vasúti járművek szállítására szolgáló szerződést. A TML csoporton belül mind a francia, mind az angol oldalon külön tervező és kivitelező csoportot hoztak létre. Ebből adódtak az alagutak és műtárgyak tervezésében és kivitelezésében jelentkező jelentős eltérések. A fő cél a Dover és Calais között ingázó komphajókon lebonyolított személy- és teherautó-forgalom minél nagyobb részének átterelése az alagútba.

## Az alagút
A közhiedelemmel ellentétben nem egy alagút, hanem egy alagútrendszer épült meg a La Manche csatorna alatt. Az alagútrendszer két, 7,6 m belső átmérőjű vonalalagútból és egy 4,8 m belső átmérőjű szervizalagútból áll. A teljes alagúthossz 3 × 50,5 km, azaz 151,5 km. A tenger alatti alagutakból 21,9 km az angol szektorban, 16 km pedig a francia szektorban fekszik.
| Az alagút megoszlása | Az alagút megoszlása | Az alagút megoszlása | Az alagút megoszlása | Az alagút megoszlása |
|                      | Angol szárazföldi    | Tenger alatt         | Francia szárazföldi  | Összesen             |
| -------------------- | -------------------- | -------------------- | -------------------- | -------------------- |
| Északi vonalalagút   | 9,3 km               | 37,9 km              | 3,3 km               | 50,5 km              |
| Szervizalagút        | 9,3 km               | 37,9 km              | 3,3 km               | 50,5 km              |
| Déli vonalalagút     | 9,3 km               | 37,9 km              | 3,3 km               | 50,5 km              |
| Összesen             | 27,9 km              | 113,7 km             | 9,9 km               | 151,5 km             |

A tényleges alagúthosszakat később a mindkét oldalról szembe hajtott pajzsok tényleges fúrási sebessége határozta meg. Az alagutak gazdaságos megépíthetőségéhez sikerült megtalálni a megfelelő geológiai környezetet. A kutatások azt mutatták, hogy a legalkalmasabb zóna a mészmárga réteg, vízáteresztő képessége 10−7 m/s nagyságrendű, tehát gyakorlatilag vízzáró. Nem voltak ilyen szerencsések a francia oldal mérnökei. A mészmárgát több vetőzóna szeli át, majd a francia part közelében alábukik. Az alagút itt már csak töredezett kréta rétegben haladhat. Ez a geológiai különbség vezetett oda, hogy a francia oldalon zárt aktív földnyomás megtámasztású pajzsok használatára volt szükség. Ezek a gépek nagyobb permeabilitású kőzeteken is képesek áthaladni, azonban még nyitott üzemmódban is lényegesen lassúbbak a teleszkópos kettős pajzsoknál.
Az angol oldalon a kedvezőbb geológiai adottság megengedte a nyitott, teleszkópos kettős pajzsok használatát. A kettős pajzs lényegében két pajzs egymás után összeépítve. A hátsó pajzsban vannak a falazati szegmenseket építés közben a helyükön tartó hidraulikus sajtók és két hatalmas feszítőlap, amelyeket szintén sajtók segítségével befeszítenek a már kifúrt alagútba. Erre támaszkodva nyomja magát előre az első pajzs és közben a homlokon a vágófejjel fejti a kőzetet. A típus előnye, hogy a fejtés és a falazatépítés egy időben történik. Ez a pajzs megfelelő geológiai viszonyok között a leggyorsabb gép.
| Legjobb pajzsos teljesítmények | Legjobb pajzsos teljesítmények | Legjobb pajzsos teljesítmények | Legjobb pajzsos teljesítmények |
|                                | Napi (m)                       | Heti (m)                       | Havi (m)                       |
| ------------------------------ | ------------------------------ | ------------------------------ | ------------------------------ |
| Angol oldal                    | 75                             | 428                            | 1719                           |
| Francia oldal                  | 56                             | 293                            | 1106                           |
| Összesen                       | 131                            | 721                            | 2825                           |

Az angol oldalon a szervizalagutak megépítéséhez két, a vonalalagutakhoz négy pajzsot használtak.
A francia oldalon öt pajzsot használtak. Itt a viszonylag rövid szárazföldi vonalalagutakat egy géppel építették meg.
| A használt pajzsok | A használt pajzsok | A használt pajzsok | A használt pajzsok | A használt pajzsok |
| Pajzstáblázat      | Tenger alatt       | működő pajzsok     | Szárazföldön       | működő pajzsok     |
| ------------------ | ------------------ | ------------------ | ------------------ | ------------------ |
|                    | Vonalalagút (2×)   | Szervizalagút      | Vonalalagút (2×)   | Szervizalagút      |
| Angol oldal        | Robbins-Markham    | Howden             | Howden             | Howden             |
| Francia oldal      | Kawasaki-Robbins   | Robbins            | Mitsubishi-NFM     | Robbins            |

### A falazat
Az alagutak falazatát mind a francia, mind az angol oldalon előre gyártott vasbeton elemekből tervezték. Jelentős különbség volt azonban a részletekben. Az angol oldalon az alacsony permeabilitású mészmárgával számolva szigeteletlen, csavarkapcsolat nélküli - a londoni földalatti vasútvonalak építésénél jól bevált - befeszített falazati gyűrűket terveztek. A francia oldalon erre nem volt lehetőség. A falazatot a maximum 8 baros víznyomásra kellett megtervezni, ezért az általában szokásos gumiprofil szigeteléssel ellátott - ma szinte mindenhol használt - csavarozott vasbeton falazatot tervezték be.
Az angol befeszített falazat sajátossága, hogy – a budapesti metróvonalaknál is bevált módon – az elemek között nincs csavarkapcsolat. A vonalalagutak 7,6 m névleges belső átmérőjű gyűrű nyolc nagyméretű szegmensből és egy záróelemből áll. Az elemek elhelyezése mindig azonos. Az ideiglenes vasúti vágányt hordó talpelemre szereltek két oldalon padkás alsó elemeket. A padkára helyezett síneken gurult a pajzs kiszolgáló kocsisora; ezt használták gyaloglásra, később pedig ez épült ki menekülő-, illetve szervizjárdává. A többi elem azonos. Az ékes kialakítású záróelem rövidebb, mint a gyűrű. Utolsóként, egy erre a célra kialakított sajtóval nyomták be, ezzel a faroklemez nélküli pajzs mögött a gyűrűt nekifeszítették a kőzetnek. A gyűrű befeszítése után injektálás nélkül is azonnal állékony volt. A várt geológiai viszonyok között a betonblokkok hátulján levő 1 cm vastag betonpadokkal kialakított hátűrt kellett csak injektálni a vízzáróság növelésére. Az angol tervezők a vízzáró márgában minimális víz beszivárgást vártak. A kismennyiségű beszivárgó vizet az alagút üzemeltetése közben egy drénrendszerrel elvezették a két zsompkamrába, innen pedig a felszínre szivattyúzzák. A falazat fugáiban megjelenő szivárgó vizeket bepattintott műanyag elemekkel vezetik le a drénrendszerbe. A befeszített falazat jó kőzetviszonyok között igen gyors építést tesz lehetővé. A szervizalagút falazatát azonos filozófiával tervezték.

| Az angol oldalon használt vasbetonfalazatok lényegesebb adatai | Az angol oldalon használt vasbetonfalazatok lényegesebb adatai | Az angol oldalon használt vasbetonfalazatok lényegesebb adatai | Az angol oldalon használt vasbetonfalazatok lényegesebb adatai | Az angol oldalon használt vasbetonfalazatok lényegesebb adatai | Az angol oldalon használt vasbetonfalazatok lényegesebb adatai |
| Gyűrűtípus                                                     | Betonszilárdság (N/mm²)                                        | Nominális belső átmérő (mm)                                    | Falvastagság (mm)                                              | Gyűrűhossz (mm)                                                | Alagút ahol beépült                                            |
| -------------------------------------------------------------- | -------------------------------------------------------------- | -------------------------------------------------------------- | -------------------------------------------------------------- | -------------------------------------------------------------- | -------------------------------------------------------------- |
| S27                                                            | 60                                                             | 4800                                                           | 270                                                            | 1500                                                           | MST                                                            |
| S41                                                            | 60                                                             | 4800                                                           | 410                                                            | 1500                                                           | LST                                                            |
| R27                                                            | 60                                                             | 7780                                                           | 270                                                            | 1500                                                           | MRT                                                            |
| R36                                                            | 60                                                             | 7600                                                           | 360                                                            | 1500                                                           | MRT                                                            |
| R54                                                            | 60                                                             | 7600                                                           | 540                                                            | 1500                                                           | LRT                                                            |

MST (Marine Service Tunnel) = tengeralatti szervizalagút; LST (Land Service Tunnel)= szárazföldi szervizalagút; MRT (Marine Running Tunnel) = tengeralatti vonatalagút; LRT (Land Running Tunnel) = szárazföld alatti vonatalagút

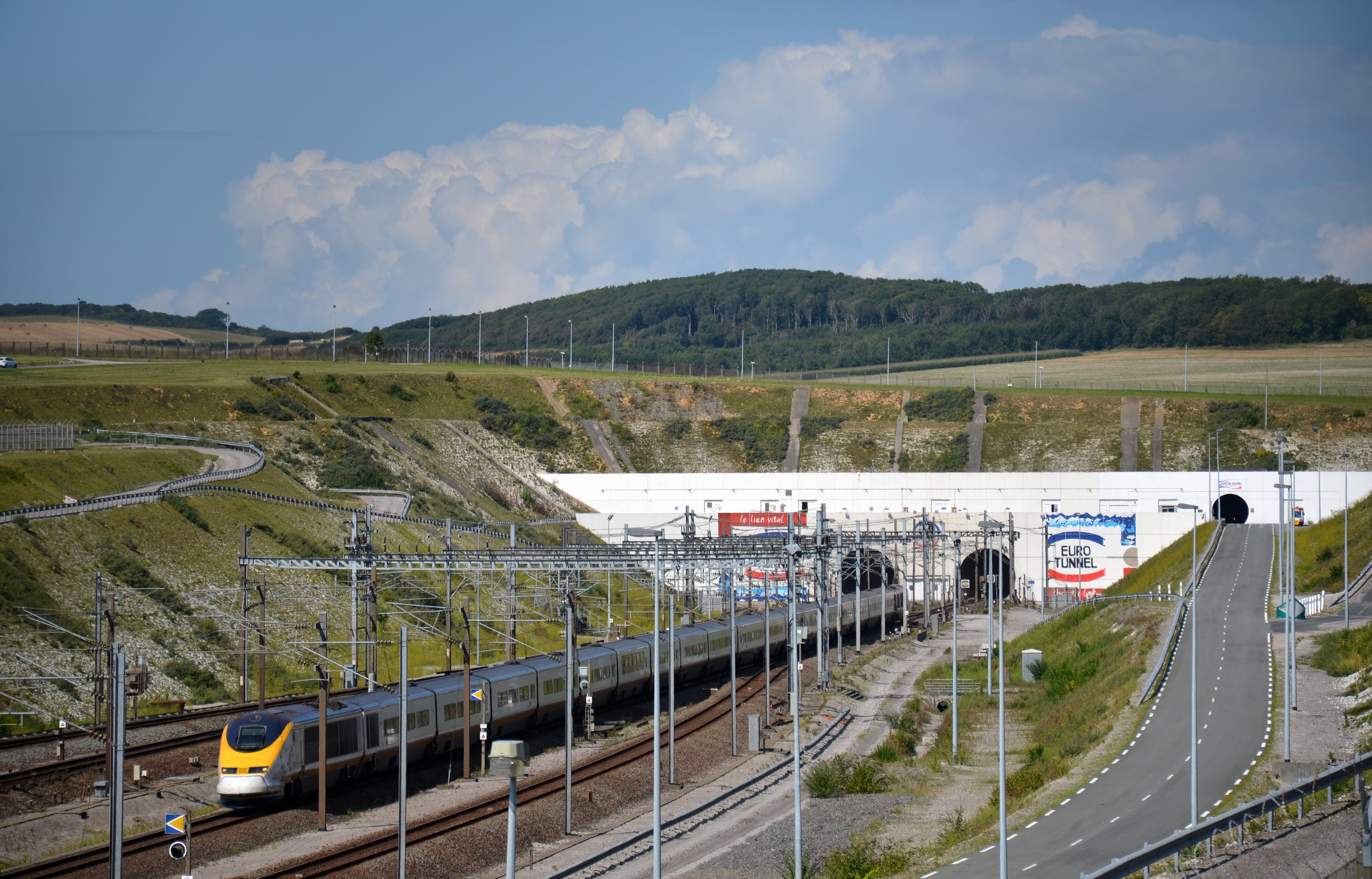
A Csalagút francia bejárata Coquelles-nál

A táblázat gondosabb tanulmányozásakor kiderül, hogy a szárazföld alatt épült alagutak falazata lényegesen vastagabb, mint a tenger alattiaké. Az anomália úgy keletkezett, hogy nem sikerült megegyezni a tervezéshez használandó geotechnikai paraméterekben, ezért az illetékes parlamenti bizottság úgy döntött, hogy a maximális nyomást kell figyelembe venni…
Alkalmaztak különleges esetekben gömbgrafitos öntöttvas (SGI Spherical Graphite Iron) falazatot is. A keresztező kamra közelében, ahol a két alagút 2,5 m-re megközelíti egymást, az előbb érkező északi vonatalagút utolsó 80 méterét öntöttvas falazattal építették. A falazatot ezenfelül a külső oldalon 6 m hosszú kőzetcsavarokkal stabilizálták. Öntöttvasból készültek a keresztalagutak kitörési helyein a vasbetonelemek helyére beszerelt speciális nyitókészlet elemek, valamint a dugattyúhatást elvezető szellőző alagutak is.
Az alagútban 120 km/óra sebességgel haladó vonatok előtt összetorlódó levegő elvezetésére a vonalalagutakat 250 méterenként 2 méter átmérőjű, 21 méter hosszú szellőzőalagúttal kötötték össze. A vonalalagutakat 375 méterenként 10 méter hosszú 3,3 méter belső átmérőjű átjáró, vagy más néven menekülőfolyosók kötik össze a szervizalagúttal. A folyosókban légzáró ajtók vezetnek az enyhe levegő túlnyomással szellőztetett, ezért füstmentes szervizalagútba. A 2 × 130 darab menekülőfolyosó közelében hasonló átmérőjű műszerkamrák és elektromos alállomások is épültek.

### Műtárgyak

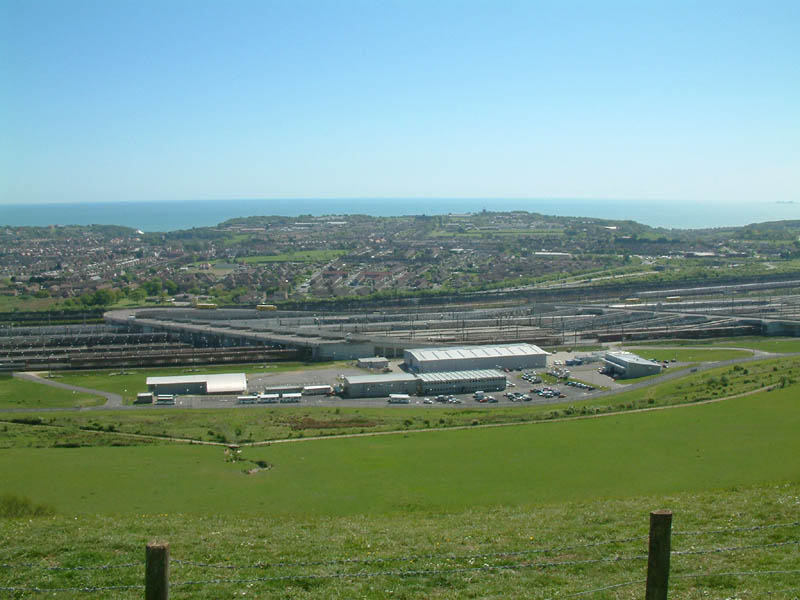
A brit terminál Cheritonban, Észak-Folkestone-ban

A nagyobb alagúti műtárgyak közül említést érdemel a két, tenger alatti 164 méter hosszú, 21,2 méter széles és 18 méter magas keresztezőműtárgy, mely vonatok egyik alagútból a másikba való átterelhetőségét biztosítja. Az angol oldalon a szervizalagutak megépítéséhez két, a vonalalagutakhoz négy pajzsot, míg a francia oldalon öt pajzsot használtak. Itt a viszonylag rövid szárazföldi vonalalagutakat egy géppel építették meg. Az angol alagútszakaszon két hatalmas szivattyúállomás is épült az alagútba beszivárgó vizek eltávolítására. Az angliai Folkestone melletti Cheritonban, illetve a francia oldalon a Calais melletti Coquelles-ban épült vasúti terminálok rámpáikkal bonyolítják le a járművek fel- és lehajtását a kompvonatokra. Ugyanitt hurokvágányok is kiépültek a csak az alagúton áthaladó szerelvények gyors visszafordulásáért.
Az alagútépítés során a brit oldalon kitermelt, közel ötmillió köbméter holt kőzetet egy Dover közeli mesterséges lagúnában halmozták fel, mely feltöltés az építkezés után Samphire Hoe Country Park néven közparkká vált, de itt található az alagút légcserélő rendszerének brit oldali külső szellőztető egysége is. Légcserélőt a francia oldalon is létesítettek a tengerparthoz közeli szárazföldön.

### Speciális járművek
A szervizalagútban erre kifejlesztett különleges járművek közlekednek, amelyeket mind karbantartáskor, mind mentéskor használni lehet: a szimmetrikus autóbuszokra emlékeztető járműveket a Mercedes és a NAW cégek gyártották, a vonatokhoz hasonlóan mindkét végükön vezetőfülkékkel rendelkeznek, hogy oda-vissza haladni tudjanak, a közepükben pedig cserélhető karbantartó, tűzoltó és életmentő funkciójú konténerek, avagy betétrészek kerülnek elhelyezésre.

## Gördülőállomány
Az Eurostar járatai az alagúton keresztül Párizst és Brüsszelt kötik össze Londonnal. Az 1994 novemberében forgalomba helyezett TGV technológiájú TGV TMST / British Rail 373 típusú motorvonatok egyébként 300 km/h-s sebességét az alagútban 140 km/h-ban maximálták.
Mind a személy-, mind a teherautókat külön erre a célra tervezett 775 méter hosszú kompvonatok (Eurotunnel Shuttle train) szállítják át az alagúton. A Csatorna-alagúton közlekedő vonatok zárt ingavonatok, mindkét végükön vonófejjel. Háromféle szerelvény közlekedik:

### Kamionszállító
A teherautókat szállító kompvonatok nyitottak, rácsos acélszerkezet felépítménnyel. A teherautósofőröket a vonathoz tartozó étkezőkocsiban utaztatják. Ennek részben az az oka, hogy a kiélezett versenyhelyzetben a komphajókon bevett szokásoknak megfelelő színvonalú szolgáltatást biztosíthassanak a sofőröknek.

### Személyautó-szállító

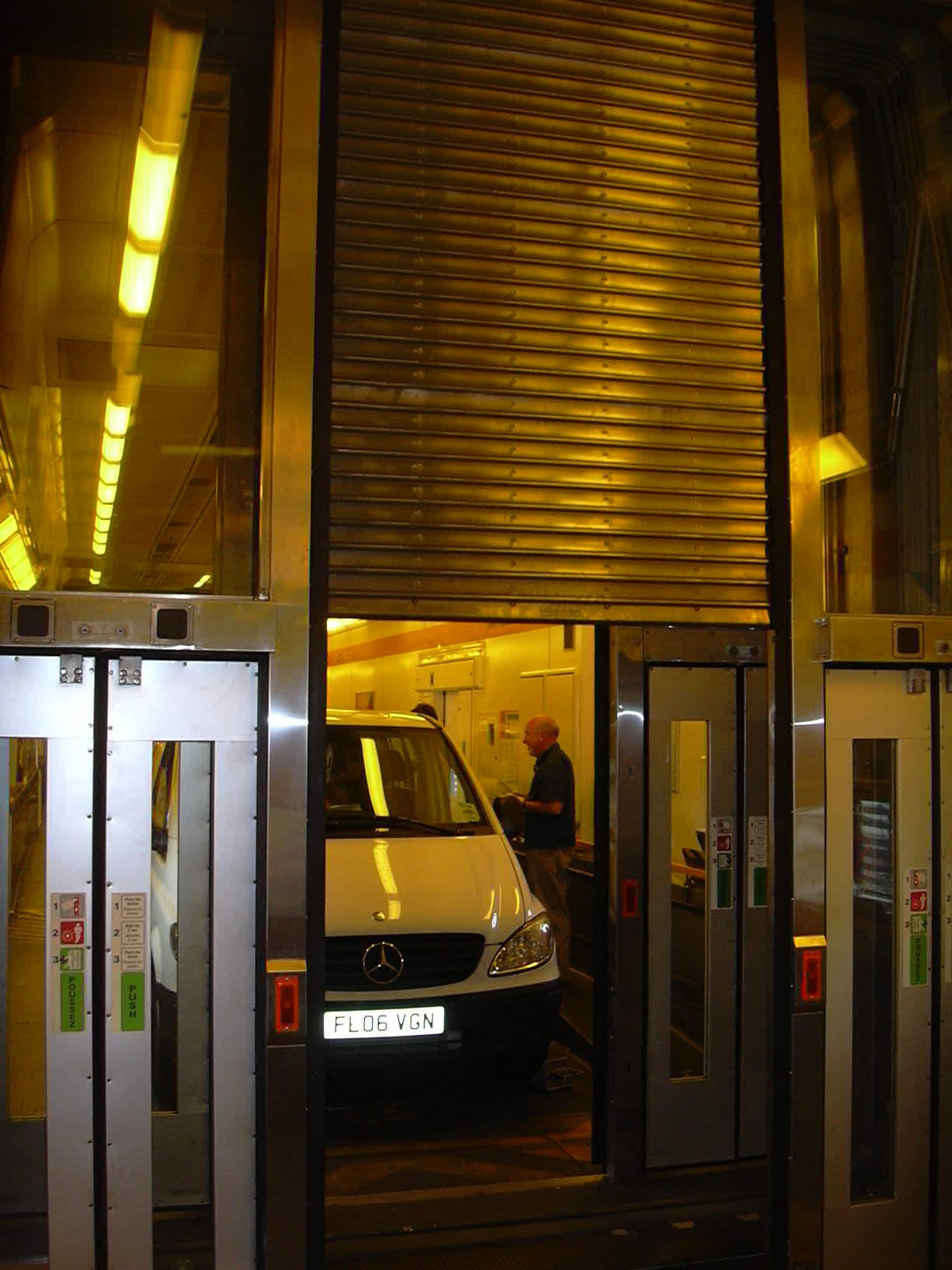
Átjáró a két vagon között

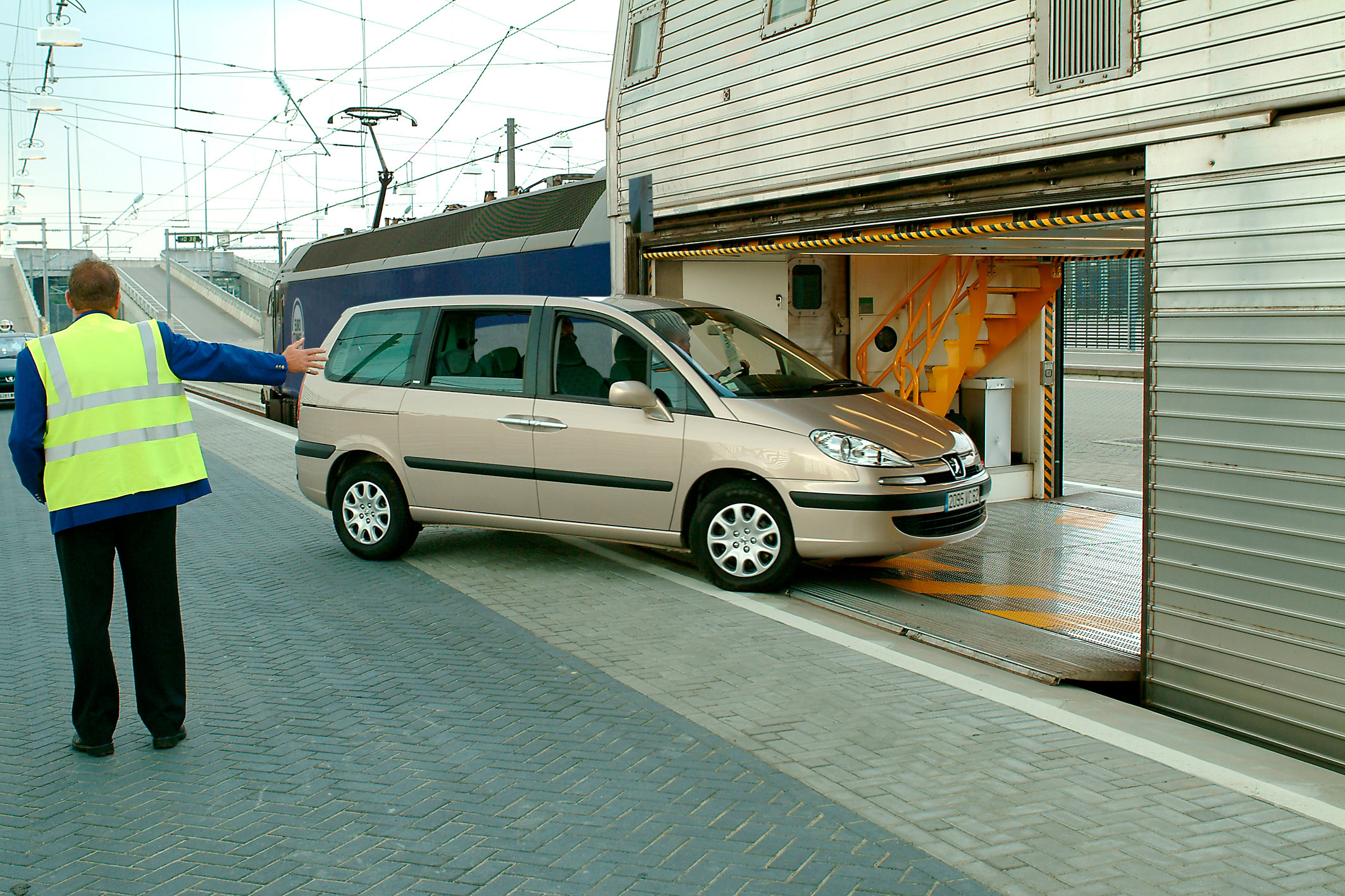
Személygépkocsik beszállítása a terminálon (a háttérben az európai szabványos űrszelvényű vonófej)

A személyautók szállítására tervezett vonatok zárt vagonokkal készültek, amelyeket a kocsik behajtása után leereszthető, tűzálló falakkal osztanak szakaszokra. Az autószállító kocsik két szintesek. A vezető és az utasok a kocsikban maradnak. A mindössze 33 perces út alatt az utasok kiszállhatnak, pihenhetnek, nézelődhetnek. A szerelvény teljes hosszában átjárható, de indulás előtt a kocsik közötti redőnyös átjárókat lezárják a tűzveszély miatt. Az elválasztó falak szélső ajtajain gyalogosan át lehet járni. A két ajtó nem lehet egyszerre nyitva, zsilipszerűen működik, így egyszerre csak egy ember mehet át az egyik vagonból a másikba.

### Buszszállító

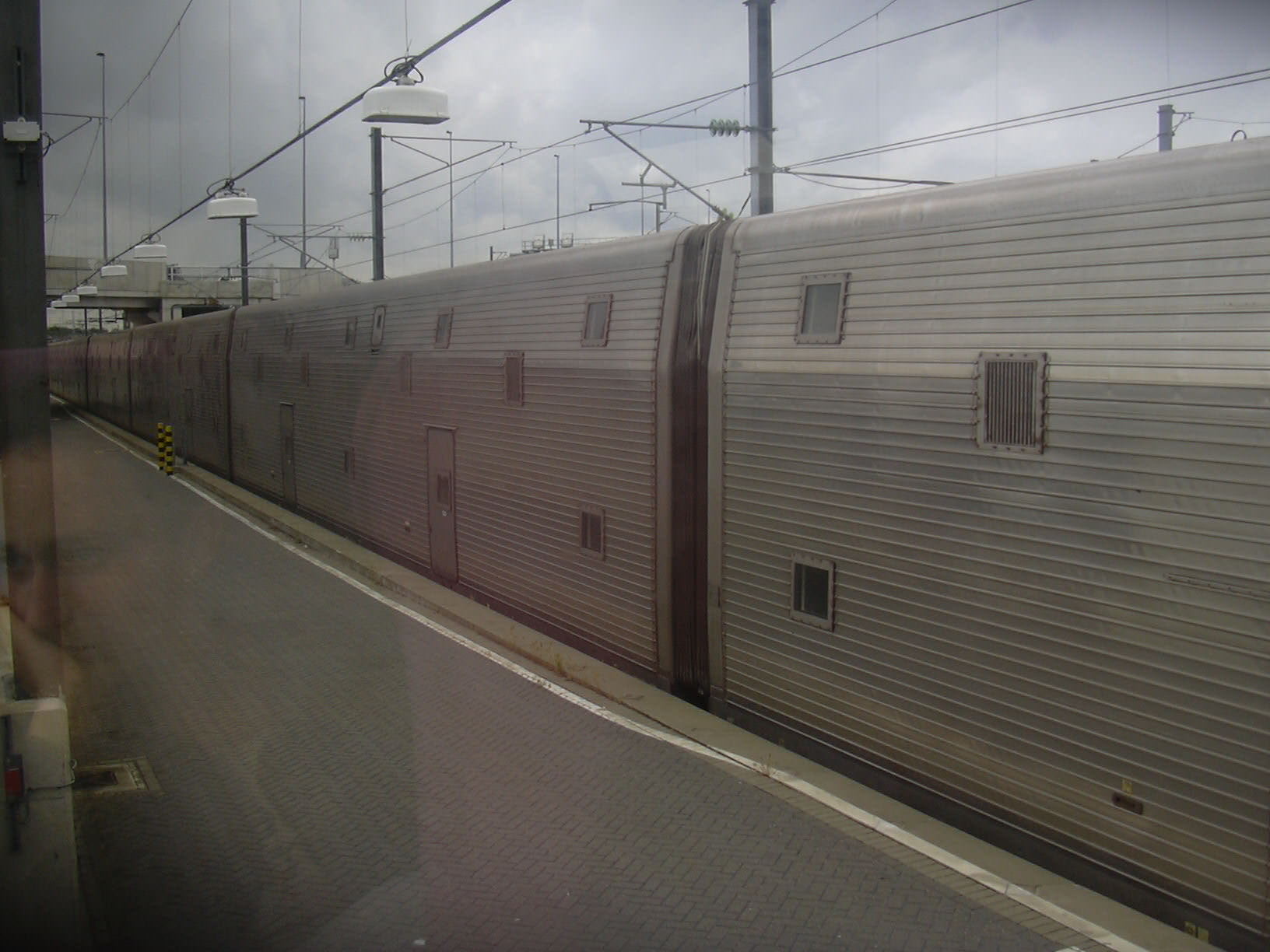
Buszszállító vagonok

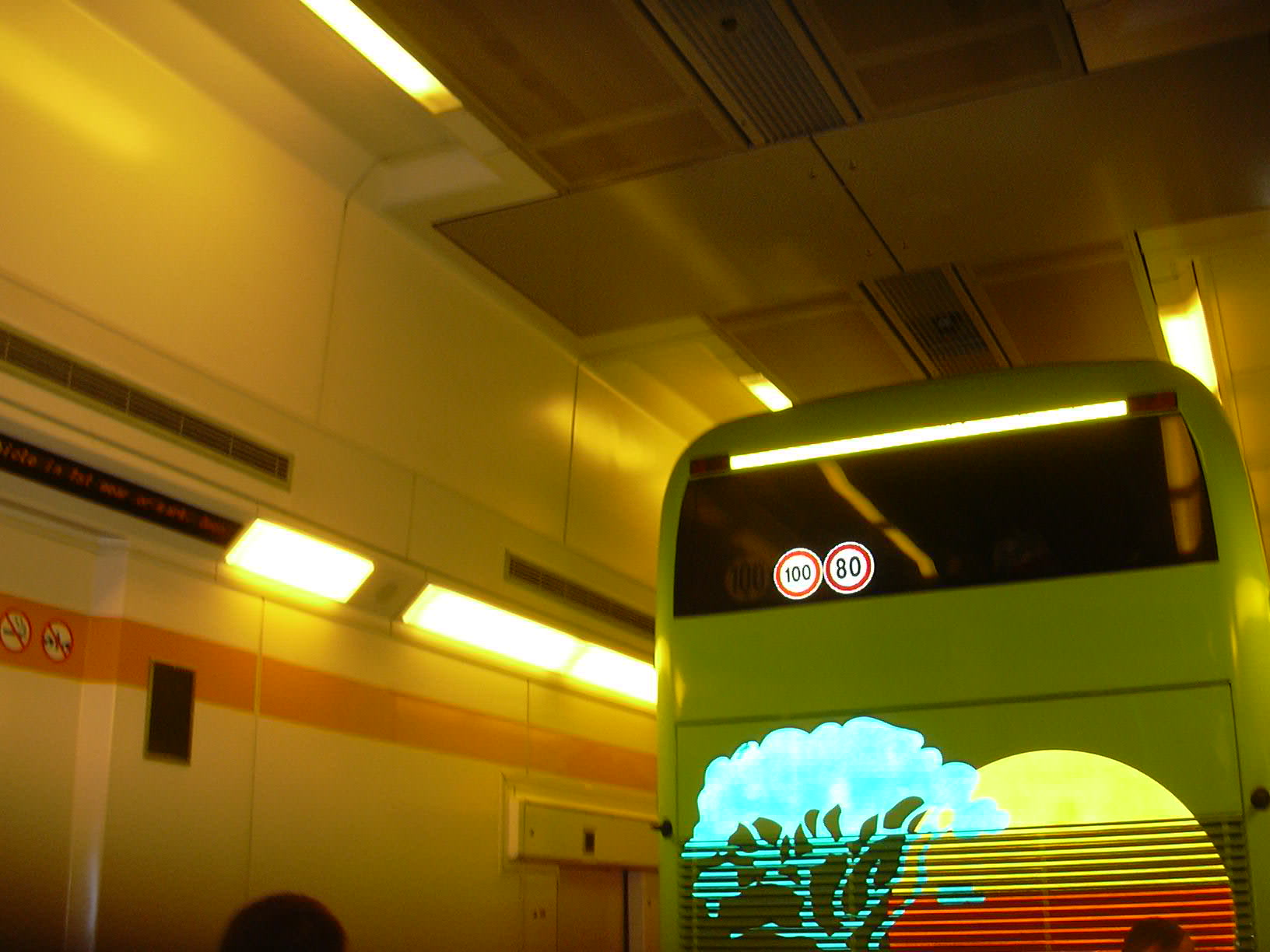
A buszszállító kocsik belső tere

A felépítményének kialakítása személyautó-szállító kocsikhoz hasonló, de csupán egy szintes. Az emeletes buszok is elférnek benne. A kisteherautók és a furgonok is ebben utaznak.

## Költsége
A tervezett 6 helyett 10 milliárd fontba került. Az alagútrészben a költségtúllépés jelentéktelen volt. A tervezettnél sokkal nagyobb költségek a vasúti vagonok és egyéb berendezések beszerzésénél keletkeztek, főleg a tűzbiztonsági követelmények szigorítása miatt.

## Forgalom
- 1995-ben összesen 1 millió 203 ezer kisebb személyszállító járművet és közel 24 ezer autóbuszt szállítottak át a La Manche csatorna alatti alagúton. 8200 Eurostar vonat vitte az utasokat Londonból Brüsszelbe, Párizsba és vissza az alagúton át. 1995 novemberében 48,3 ezer, decemberében 41,8 ezer kamion gördült fel a vasúti teherkocsikra, és kelt át a szigetországba, illetve a kontinensre. Az első évben 1994 májusától az év végéig 3 millió, 1995-ben pedig több mint 5 millió utas vette igénybe az alagúti szolgáltatásokat.
- 1996-ban már a turistaforgalom több mint 40%-a, a kamionforgalom 47%-a ment át a Csatorna-alagúton. Az Eurotunnel cég összesen 8 millió utast szállított. A kamionszállító szerelvényeken több mint 390 000 teherautó kelt át a csatorna alatt, s emellett 8200 személyvonat tette meg a távot. A vonat a Folkestone–Calais távot 35 perc alatt teszi meg.
- Az Eurostar, a Csalagút személyszállítási üzemeltetője, jegyeladásból származó bevétele 2007 első félévében 13,6%-kal növekedett, és elérte a 295,7 millió fontot. Az utasszám 4,8%-kal haladta meg az előző év azonos időszakában utazók számát, és elérte a 3,91 milliót. Az Eurostar vonatok pontossága az eddigi legjobb eredményt mutatja, a közlekedett vonatok 92%-a pontosan érkezett a célállomására.

### Teherforgalom

A Csalagút forgalma 1994–2010 között

Eurotunnel vonófej egy kamionszállító (RoLa) vonat elején

| Év   | Teherforgalom                        | Teherforgalom                                     | Teherforgalom              |
| Év   | Tehervonatok által (Tényleges tonna) | Eurotunnel Truck Shuttles által (millió tonnában) | Összesen (millió tonnában) |
| ---- | ------------------------------------ | ------------------------------------------------- | -------------------------- |
| 1994 | 0                                    | 0,8                                               | 0,8                        |
| 1995 | 1 349 802                            | 5,1                                               | 6,4                        |
| 1996 | 2 783 774                            | 6,7                                               | 9,5                        |
| 1997 | 2 925 171                            | 3,3                                               | 6,2                        |
| 1998 | 3 141 438                            | 9,2                                               | 12,3                       |
| 1999 | 2 865 251                            | 10,9                                              | 13,8                       |
| 2000 | 2 947 385                            | 14,7                                              | 17,6                       |
| 2001 | 2 447 432                            | 15,6                                              | 18,0                       |
| 2002 | 1 463 580                            | 15,6                                              | 17,1                       |
| 2003 | 1 743 686                            | 16,7                                              | 18,4                       |
| 2004 | 1 889 175                            | 16,6                                              | 18,5                       |
| 2005 | 1 587 790                            | 17,0                                              | 18,6                       |
| 2006 | 1 569 429                            | 16,9                                              | 18,5                       |
| 2007 | 1 213 647                            | 18,4                                              | 19,6                       |
| 2008 | ~1 240 000                           | 14,2                                              | 15,4                       |
| 2009 | ~1 180 000                           | 10,0                                              | 11,2                       |

## A jövő
2010. október 18-án haladt át az alagúton az első német nagysebességű Intercity Express szerelvény. A Deutsche Bahn már régóta tervezi, hogy közvetlen londoni járatokat indítson Németország felől. Ehhez azonban teljesítenie kell a Csalagútra vonatkozó szigorú biztonsági előírásokat. Az itt közlekedő Eurostar vonatokat az alagútban való biztonságos közlekedéshez tervezték. Teljes hosszában átjárható, és hiba esetén egy vonófej is elég, hogy kivontassa a szerelvényt az alagútból. A menekülőjáratok egymástól való távolsága pont a vonat hosszával egyenlő.
Ezeket a feltételeket a két 200 m-es DB 407 sorozatjelű Siemens Velaro egység összekapcsolásával fogják elérni. Ha az előzetes tesztek és vizsgálatok eredményesek lesznek, akkor 2016 decemberétől megindulhat a menetrendszerű forgalom Frankfurt, Köln és London között. A közvetlen járattal a London-Köln távolság 3 óra 55 perc lenne, és a vonatok a városközpontban található pályaudvarokra érkeznének be, míg a repülőterek a város szélén vannak.

## Érdekességek
- A világ legnagyobb űrszelvénye normál nyomtávú vonalon a La Manche Alagútban található: 5400 mm × 4000 mm.
- Az alagút több filmben is szerepelt, mint például a Mission: Impossible, a Mr. Bean nyaral és az Ocean's Thirteen című filmekben. (A Mission: Impossible-ben egyértelműen egy fiktív alagút szerepel, ami közös űrszelvényes a valós szeparált helyett, és hiányzik előle a vonatfordító-állomás infrastruktúrája.)
- Egyik szakaszának főépítésvezetője Klados Gusztáv, a „metroguru”.[9] Feladatként a 39 kilométer hosszú északi tengeralatti alagút 18 kilométeres, 8,4 méter átmérőjű szakaszának megépítését kapta az angol oldalon, de a nevéhez köthető a 375 méterenként betervezett, a vonali alagutakat a szervízalagúttal összekötő átjáró folyosók, és a 250 méterenként található kiegyenlítő alagutak megépítése is.
- A tervezési munkákban részt vett Strébely Erzsébet, Vagács József és Pethő Csaba magyar építőmérnök is.